# 木村拓郎
木村拓郎（きむら たくろう）は、日本の都市計画、防災対策の専門家。工学者。

## 略歴
1971年に東北工業大学建築学科卒業後、1992年に東京大学大学院社会学研究科修士課程修了。2006年には長崎大学大学院生産科学研究科博士後期課程を修了し、博士（工学）の学位を取得する。主な経歴としては、株式会社防災都市計画研究所入社後、代表取締役所長を経て、1997年に株式会社社会安全研究所を設立。所長に就任した。2009年11月に同社顧問に退いた後、一般社団法人減災・復興支援機構を設立し、理事長に就任する。この間、雲仙普賢岳噴火災害、阪神・淡路大震災、新潟県中越地震、東日本大震災などの復興計画策定に参画している。

## 主な公職歴等
主な公職、委員歴等は下記の通り。
- 関西学院大学災害復興制度研究所研究員(2005年～)
- 静岡県防災対策推進専門家(2006年～)
- 日本災害復興学会副会長(2013年～)
- 日本災害情報学会理事・事務局長(2013年～)
- 東京都北区防災会議委員(2013年～)
- 国土交通省「雲仙・普賢岳ドーム崩壊ソフト対策検討委員会」 委員(2014年～)
- いわき市震災メモリアル検討会議委員(2015年～)

## 主な著書
主な著作は下記の通り。
- 高橋和雄、木村拓郎著「火山災害復興と社会―平成の雲仙普賢岳噴火 (シリーズ繰り返す自然災害を知る・防ぐ) 」(古今書院、2009年) ISBN 4772241337

ほか。